# Utada Hikaru in BudoKan 2004 ヒカルの5
『Utada Hikaru in BudoKan 2004 ヒカルの5』（うただヒカル イン ぶどうかん にせんよん ヒカルのご）は、宇多田ヒカルのライブDVD。2004年7月28日発売。

## 解説
2004年2月に日本武道館にて連日行われた宇多田ヒカルのライブ「ヒカルの5」の模様を収録。全5公演5万人を動員した公演のうち、3公演の中からベストパフォーマンスをセレクト。タイトルは『ヒカルの碁』と、宇多田がデビュー5周年を迎えたことを掛けている。
初動3.8万枚を売り上げ、累積6.7万枚で2004年音楽映像ソフトランキングで年間5位となった。
DVDシングル「誰かの願いが叶うころ」と同時発売。

## 収録曲
1. 光
2. traveling
3. Letters
4. Another Chance
5. In My Room
6. Can You Keep A Secret?
7. Addicted To You [UP-IN-HEAVEN MIX]
8. SAKURAドロップス
9. サングラス
10. 甘いワナ 〜 Paint It, Black
11. Movin' on without you
12. 蹴っ飛ばせ!
13. Wait & See 〜リスク〜
14. COLORS
15. First Love
16. Deep River
17. DISTANCE
18. 嘘みたいなI Love You
19. Automatic
20. 幸せになろう
21. B & C